# Sandracottus guerini
Sandracottus guerini es una especie de escarabajo del género Sandracottus, familia Dytiscidae. Fue descrita científicamente por J. Balfour-Browne en 1939.

## Distribución geográfica
Habita en Australia.